# 横山泰行
横山 泰行（よこやま やすゆき、1942年3月19日 - ）は、日本の教育学者。博士（教育学）（東京大学・論文博士・1993年）。富山大学人間発達科学部名誉教授。本来の専攻は、生涯スポーツ論。漫画『ドラえもん』を研究する「ドラえもん学」の提唱者として知られる。大学では非常勤講師としてドラえもん学以外にもスポーツ学で気（オーラ）の授業なども担当している。岐阜県羽島市出身。

## 略歴
1967年東京教育大学体育学部を卒業。東大闘争に参加した経験があり、その最終段階では、封鎖されていた東京大学の中央図書館の解除をするための行動隊長に選ばれた。1972年 フルブライト交換留学生として、ペンシルベニア州立大学に留学。1976年東京大学大学院教育学研究科博士課程単位取得退学。富山大学教育学部助教授、1993年教授。1993年「精神遅滞児の身体発育に関する研究」で、博士（教育学）（東京大学）の学位を取得。1999年 ドラえもん学を提唱し、ホームページ「ドラえもん学コロキアム」を開設。2004年 ドラえもん文庫を開設。2006年富山大学人間発達科学部教授。2007年富山大学を定年退任、名誉教授。
2009年 ドラえもんの電子大百科事典を目指し、「グーグルの Knol」を使用してホームページ「ドラえもん Knol]」を開設。

## ドラえもん学
ドラえもん学は、ドラえもんをデータベース化し、戦後の日本において夢を与えたドラえもんの魅力を探るものである。研究対象は藤子・F・不二雄が描いた漫画に限る。アニメやゲーム、パロディ、藤子・F・不二雄以外が描いたドラえもん作品（例：藤子・F・不二雄の死後に描かれた大長編）などは含まない。
研究は、ドラえもん全作品に登場した道具の数や、登場人物の登場頻度、会話頻度を定量化することで行なう。これは、従来の研究では欠落していた部分だと横山は言う。
推理小説シャーロック・ホームズシリーズを研究するホームズ学（シャーロキアン参照）にならって、研究対象とする漫画を正典、研究者をドラエモニアンと呼ぶ。

## ドラえもん文庫
ドラえもん全1345話を集めた文庫として2004年に開設。開設場所は、富山大学横山研究室、及び、ドラえもんの藤子・F・不二雄の出身地高岡市にある高岡市立中央図書館。蔵書は、単行本、初版本、および雑誌のコピーである。収集には、インターネットやテレビ番組を通じて呼びかけを行ない、ようやく全冊が揃うこととなった。蔵書は全て閲覧が可能である。

## 備考
- 授業で栗田昌裕の速読法を紹介した。横山は自身も一分間に10000字程の速度で読書できると語っている。

## 著作
- 『精神遅滞児の身体発育』風間書房、1996年
- 『野比家の謎 「ドラえもん学」研究序説』日本文芸社、2004年
- 『「のび太」という生きかた 頑張らない。無理しない。 』アスコム、2004年
- 『ドラえもん学』PHP新書、2005年
- 『ドラえもんの「育て力」 人生に必要なことは、すべて「ドラえもん」が教えてくれた!』イースト・プレス、2005年
- 『「のび太」が教えてくれたこと ダメダメでも夢が叶う』 アスコム2011年
- 『「スネ夫」という生きかた』アスコム 2012
- 『ドラえもんのことば』幻冬舎 2012
- 『のび太の「力」 一生懸命のんびりしよう』北國新聞社 2013

共著
- 渡部昇一との対談『ドラえもんの謎』ビジネス社、2003年

## オーディオブック
- オーディオブック『「のび太」という生きかた[4]』、2011年12月